# Assaré
Assaré is een gemeente in de Braziliaanse deelstaat Ceará. De gemeente telt 22.550 inwoners (schatting 2009).